# Georges Pralus
 (octobre 2011).
Si vous disposez d'ouvrages ou d'articles de référence ou si vous connaissez des sites web de qualité traitant du thème abordé ici, merci de compléter l'article en donnant les références utiles à sa vérifiabilité et en les liant à la section « Notes et références ».
Georges Pralus, né le 2 janvier 1940 à Charlieu (Loire) et décédé le 15 mai 2014 à Roanne (Loire), est un chef cuisinier français. Il est l'inventeur de la cuisine sous vide. Il fait partie de la famille Pralus.

## Biographie
- 1965 : Chef de cuisine à l'OCDE à Paris.
- 1968 : Ouverture de l'hôtel-restaurant « Le Coq En Paille » à Villemontais, près de Roanne.
- 1974 : Invention de la cuisine sous vide.
- 1981 : Ouverture de la première école de cuisine sous vide.
- 1983 : Médaille d'or de l'académie culinaire de France, disciple d'Auguste Escoffier et membre d'Euro-Toques.
- 1988 : Invention de la cloche VapoSaveur.
- 1988 à 1990 : 2 franchises de l'École Georges Pralus en Belgique, 3 en Suisse dont l'École Hôteliere de Lausanne, 1 au Luxembourg, 1 à l'île de La Réunion, 1 au Japon (Tokyo).
- 1994 : Invention avec Panasonic du four micro-ondes linéaire.
- 2006 : Transmission de son école à Alain Ducasse.
- 2007 : Achat de la licence marché professionnel de la cloche saveur.
- 2011 : Commercialisation de la cloche VapoSaveur au marché grand-public.

## École Georges Pralus
Pour partager son savoir-faire, Georges Pralus a ouvert à Briennon sa première école de cuisine, dans laquelle il a formé des milliers de professionnels venus du monde entier. Ses premiers élèves furent Jean Fleury, Michel Bras, Alain Ducasse, Marc Baillon, etc.